# 下呂町立竹原東小学校
下呂町立竹原東小学校 （げろちょうりつ たけはらひがししょうがっこう）は、かつて岐阜県益田郡下呂町（現・下呂市）に存在した公立小学校。

## 概要
- 校区は御厩野、野尻（旧・益田郡竹原村の東部（御厩野、野尻）に該当）であった。1971年、宮地小学校、竹原西小学校と統合し、竹原小学校の新設により廃校。
- 廃校後、校舎は1972年まで竹原小学校東教室として使用された。

## 沿革
- 1873年（明治6年）12月 - 御厩野村に竹原宮地学校御厩野支校として設置。御厩野村の児童が通学する。
- 1875年（明治8年）2月 - 萩原村、花池村、桜洞村、上村、上呂村、中呂村、奥田洞村、大ヶ洞村、宮田村、宮地村、野尻村、御厩野村、乗政村、小川村、森村、湯之島村、東上田村が合併し、三郷村が発足。
- 1879年（明治12年） - 御厩野学校として独立。
- 1883年（明治16年）6月1日 - 三郷村が分割され、宮地・野尻・御厩野・乗政で竹原村として発足。
- 1886年（明治19年） - 御厩野簡易科小学校に改称する。
- 1898年（明治31年）4月 - 竹原第一尋常小学校に改称する。校区変更により、御厩野、野尻が校区となる。
- 1903年（明治36年）6月 - 竹原東尋常高等小学校に改称する。
- 1905年（明治38年） - 農業補習学校を併設する。
- 1926年（大正15年） - 校舎を増築する。
- 1941年（昭和16年）4月1日 - 竹原東国民学校に改称する。
- 1947年（昭和22年）
  - 4月1日 - 竹原村立竹原東小学校に改称する。竹原中学校の御厩野・野尻地区の生徒の委託授業を行う。
  - 5月1日 - 竹原中学校の委託授業を解消。
- 1955年（昭和30年）4月1日 - 下呂町、上原村、中原村と合併し、改めて下呂町が発足。同時に下呂町立竹原東小学校に改称する。
- 1971年（昭和46年）3月 - 宮地小学校、竹原西小学校と統合し、竹原小学校の新設により廃校。